# 博多のロック
博多のロック（はかたのロック）は、九州の福岡県福岡市を中心に1970年代から1980年代にかけて勢いを持った福岡発のビート音楽やムーブメント、文化、福岡出身の特定のロック・バンドを指す。

## 概要
1960年代から1970年代にかけて、福岡県は井上陽水、財津和夫などのシンガーソングライターを輩出。フォークやニューミュージックを多数生み出したことから、福岡は「日本のリヴァプール」と称された。
1970年代から1980年代には、フォークやポップを演奏するミュージシャンが登場すると同時に、革ジャンや派手な衣装を身に纏ったロックバンドも台頭。この時期に登場した福岡発のロックは、「めんたいロック」と称された。「めんたいロック」と称されたムーブメントは、1970年に結成されたサンハウスが先駆けとされ、以降シーナ&ザ・ロケッツ、ARB、ザ・ロッカーズ、ルースターズ、THE MODSなどのバンドが登場した。

## 主なミュージシャン・バンド
- サンハウス[4]
- シーナ&ザ・ロケッツ[4]
- ARB[4]
- ザ・ロッカーズ[4]
- ルースターズ[4]
- THE MODS[4]

## 店舗
- 照和 - 福岡・天神地区のフォークシーンを代表したフォーク喫茶だが、時々ロックの演奏も行われた。
- ぱわぁはうす - 1971年に福岡市博多区の須崎にオープンした福岡で初めてのブルース専門ロック喫茶。オーナー店長は田原裕介。1978年に閉店。
- 多夢 - 福岡大学の近くにあったがその後大名に移転したライブハウス。マスターの菅忠雄は博多のロック80年代を語るに欠かせない人物。
- JUKE RECORDS - 1977年5月25日[注釈 2]に開店したロックやブルースの輸入盤レコードを中心に取り扱うレコード店。創立者で店長の松本康は、ギタリストである鮎川誠と親交があったことから、「めんたいロック」の立役者とされていた。2022年9月28日に松本が肝細胞がんにより死去し、ジュークレコードは10月30日に閉店[6]。
- 80's FACTORY- 1979年、天神・親不孝通りを抜けた長浜公園前にオープン。オーナー・店長：伊藤エミ。1982年3月閉店。
- 冨士映劇 - 博多区店屋町にあった映画館。80's FACTORYが’82年に閉店後、何百人もの収容キャパのあるライブハウスが存在しなかったため、当時貸しホール業を行なっていた映画館でロックのイベントが数回行われた。
- 徒楽夢 - 1977年福岡市中央区今泉裸足ビルにオープン（2021年にリニューアルオープンしculture spot BAD KNee LAB.の名称になっている）。収容は50人規模であるが、かつてTHE MODSやザ・ロッカーズ、モダンドールズといったバンドがレギュラーで出演していた老舗。以降店舗数を広げて福岡市内のみならず熊本、長崎、大分と九州圏内で広く展開。
- 天神ビブレ - 1982年3月20日、「ビブレ21」が誕生。後に天神ビブレに名称変更。ビブレ業態の1号店である。2020年2月11日に閉店。このビルの屋上階で「天神解放地帯」というロックの対バンによるライブ・イベントが開かれ博多のロックの第三世代と呼ばれるバンドが多数出演し、メジャー・デビューを果たす者もいた。

## 人物
- 鮎川誠 - サンハウスのメンバー、シーナ&ザ・ロケッツのリーダー。
- 山部善次郎 - バンド「田舎者」「スマイル」「ザ・ドリル」のボーカル。
- 松本康 - 福岡市内にある老舗レコード店「JUKE RECORDS」の開業者。鮎川誠とは学生時代に“ぱわぁはうす”で知り合う。
- 伊藤恵美 - 福岡出身。ライブハウス80's FACTORYの店長。閉店した後に東京でアーティストのマネージメント会社を起業し独立。

## 出演作品
- 狂い咲きサンダーロード - 石井聰互監督。1980年公開。
- 爆裂都市 BURST CITY - 石井聰互監督。1982年公開 [注釈 3]
- 6600ボルト - 下本地崇監督。2015年公開。[7][8]
- ROCK’N’ROLL CIRCLE - 下本地崇監督。2022年公開。[注釈 4][9]
- 空白ライブ - 下本地崇監督。2024年公開。 [注釈 5]

## イベント・雑誌
- Rock Clash - 九州大学六本松の学生会館は当時ロックの受け皿（ハコ）が無かった為、ロックの重要な拠点になっていた。ロック・クラッシュは松本康の自主運営により数回のライブイベントが行われフルノイズ、THE MODSらも出演した。
- Junping Jam - 1980年から1986年まで隔年で計4回行われた80年代を代表する福岡のロック・フェスティバル。最終回の1986年は午後2時から翌朝5時までのオールナイトで3千人を集客した。
  - 1980年-少年化学文化会館
  - 1982年-三井グリーンランド
  - 1984年と86年-福岡スポーツセンター
- 天神開放地帯 - 天神ビルの屋上にて開催されたロックのイベント。
- Blue Jug - ブルー・ジャグは福岡地域限定の本格的な音楽雑誌。初代編集長は木下聖雅。1979年創刊から1986年29号まで発行しており、1980年代博多のロックの重要なメディアを担った。。
- 『博多ロック外伝』西日本新聞の記者である田代俊一郎氏によって書かれた博多ロック評伝の決定版。博多のロックを語る上で欠かせないバンドや人物が登場。